# Alaattin Çakıcı
Alaattin Çakıcı (geboren am 20. Januar 1953 in Fındıklı) ist ein verurteilter Straftäter aus dem Bereich der organisierten Kriminalität und ein bekanntes Mitglied der rechtsextremen Ülkücü-Bewegung in der Türkei.

## Jugend
Alaattin Çakıcı kam als Kind einer türkischen Familie, die aus dem Kaukasus geflohen war, zur Welt. Seine Eltern waren Ali und Şakire Çakıcı. Die Familie hatte fünf Kinder, drei Jungen und zwei Mädchen. Wegen einer Blutrache zog die Familie nach Istanbul, so wuchs Alaattin in Kâğıthane auf. Er galt als aufbrausend und gewalttätig und wurde in Istanbul wegen Anstiftung zum Mord an einem Blumenhändler verurteilt.
Die Familie war in der Milliyetçi Hareket Partisi verwurzelt. In den 1970er Jahren nahm Çakıcı an den gewalttätigen Auseinandersetzungen zwischen Linken und Rechten in der Türkei teil. Ein Onkel wurde getötet, es gab einen Brandanschlag auf seine Schwester, und schließlich wurde am 5. Mai 1980 sein Vater bei einem Überfall getötet. Nach dem Militärputsch von 1980 wurde Çakıcı inhaftiert und kam zwei Jahre später mangels Beweisen für die Teilnahme an bewaffneten Auseinandersetzungen wieder frei.
Çakıcı trieb anschließend gewerblich Spielschulden ein und beging Schutzgelderpressung. Geld machte Çakıcı auch mit einer Betrugsmasche namens hayali ihracat (imaginärer Export). Dabei ließ man sich in den 1980er Jahren Steuern für Exporte zurückerstatten, die nicht getätigt wurden.
Alaattin Çakıcı und Nuriye Uğur Kılıç, die Tochter von Dündar Kılıç, ebenso ein bekannter türkischer Mafiaboss, heirateten 1991. Es war für Alaattin Çakıcı die zweite Ehe. Im November 1994 haben sie sich scheiden lassen.

## Prozesse und juristische Situation
Im Jahre 1995 wurde er angeklagt, weil er den Auftrag gab, seine Ex-Frau zu töten. Darauf floh er ins Ausland.
Im August 1998 wurde er in Frankreich verhaftet und dort wegen Passfälschung angeklagt. Bei seiner Festnahme hatte er drei Reisepässe bei sich, davon ein Diplomatenpass Noch im selben Jahr wurde er an die Türkei ausgeliefert. 2002 kam er auf Bewährung frei.
Alaattin Çakıcı wurde im Juli 2004 in der Steiermark, Österreich, verhaftet, und von dort an die Türkei ausgeliefert. In der Türkei wurde er für den Mord an seiner Ex-Frau zu 19 Jahren Haft verurteilt.
Im Oktober 2015 schlug er mit zwei weiteren Männern zwei Gefängniswärter im Gefängnis Tekirdağ zusammen. Die Gefängniswärter erlitten Knochenbrüche. Zwei Monate darauf entschied die Gefängnisleitung, dass dafür kein Verfahren gegen Alaattin Çakıcı eingeleitet werden müsse. Er soll auch schon früher Gefängniswärter geschlagen und dafür keine Strafe bekommen haben.
Im April 2020 kam Çakıcı aufgrund einer landesweiten Covid-19-Amnestie frei.

## Politische Vernetzung
Alaattin Çakıcı war laut seinen eigenen Angaben für den türkischen Geheimdienst MIT tätig. Es gibt Fotos von ihm und dem früheren Direktor des Geheimdienstes. Während seiner Haft in Frankreich 1998 wurden mehrere Telefongespräche mit türkischen Politikern und Unternehmern aufgezeichnet. Es wird vermutet, dass der Innenminister ihn vor einer möglichen Verhaftung gewarnt hat.
Im Mai 2018 bekam Çakıcı Besuch vom Parteiführer der MHP, Devlet Bahçeli. Bahçeli setzte sich für seine Freilassung ein, da er der Ansicht war, dass Çakıcı viel für das Land getan habe. Bahçeli verlangte von Erdoğan eine Amnestie für Çakıcı und einen weiteren Mafiaboss Kursat Yilmaz, da auch verlangt wird, dass Selahattin Demirtaş freigelassen wird.

## Drohungen aus dem Gefängnis

### Drohung gegen Journalisten
Im Juli 2018 drohte er sechs Journalisten der Zeitung Karar, sie erschießen zu lassen. Zwei Journalisten beendeten danach ihre Arbeit bei Karar. Mehrere der bedrohten Journalisten stehen unter Polizeischutz.
Im Juli 2018 gestand ihm das Gericht elf Stunden Besuchszeit pro Tag zu.